# Guy Philippe
Guy Philippe (29 de fevereiro de 1968) foi um policial haitiano, que se tornou líder paramilitar e senhor da guerra. Liderou uma insurgência no Haiti que culminou no golpe de Estado de 2004, que derrubou o governo eleito e o presidente Jean-Bertrand Aristide. Posteriormente participou do processo eleitoral para se tornar um líder político. Foi preso e condenado como um narcotraficante, atualmente encontra-se cumprindo pena na prisão federal dos Estados Unidos.

## Biografia
Guy Philippe foi treinado pelas Forças Especiais dos Estados Unidos no Equador no início da década de 1990.
Ocupou o cargo de chefe de polícia da segunda maior cidade do Haiti, Cap-Haïtien, até outubro de 2000, quando foi demitido. O governo haitiano acusou Philippe de ser o mentor de um ataque mortal à Academia de Polícia em julho de 2001 e de planejar uma tentativa de golpe contra o presidente René Préval em 17 de dezembro de 2001. Philippe fugiu para a República Dominicana, sendo inicialmente mantido em prisão domiciliar pelo governo do presidente daquele país, Hipólito Mejía. Assim permaneceu até 4 de fevereiro de 2004, quando retornou ao Haiti para ingressar em uma rebelião contra o presidente Jean-Bertrand Aristide.
Cinco dias após seu retorno ao país, faz uma declaração conjunta à imprensa internacional com o ex-líder miliciano Louis-Jodel Chamblain dando seu apoio às forças antigovernamentais e assume o comando do exército rebelde. Em 2 de março de 2004, Philippe e seus paramilitares retomaram o controle do antigo quartel-general do exército haitiano em frente ao Palácio Nacional.
No início de 2005, o grupo guerrilheiro de Philippe, a Frente de Reconstrução Nacional (FRN), envolvido no golpe de 2004, foi oficialmente transformado em partido político reconhecido. Ele candidato presidencial nas eleições gerais de 2006, mas foi derrotado, recebendo quase 4% dos votos. 

### Prisão
Pouco depois da madrugada de 16 de julho de 2007, cinco helicópteros, dois aviões e mais de uma dezena de agentes antidrogas haitianos e da Drug Enforcement Administration (DEA)  fortemente armados  cercaram a casa de Philippe nas colinas acima de Les Cayes, na remota península do sul do Haiti, para apreender evidências de tráfico de drogas.  Philippe era suspeito de ligações com o tráfico ilegal de drogas no Haiti. Os partidários de Philippe disseram que as acusações foram politicamente motivadas, observando que ele havia ameaçado identificar haitianos poderosos que forneceram apoio financeiro para o golpe de 2004. No entanto, Philippe foi indiciado nos Estados Unidos sob a acusação de conspiração para importar cocaína e lavagem de dinheiro. Após sua acusação, Philippe se isolou em sua cidade natal, Pestel, protegido por seus paramilitares.
Em 2015, iniciou sua campanha para senador como membro do Consórcio Nacional de Partidos Políticos Haitianos (CNPPH). No entanto, suas unidades paramilitares continuaram uma guerra de guerrilha para "criar confusão e derrubar o presidente provisório, Jocelerme Privert." Na eleição, Philippe conquistou a vaga para o departamento de Grand'Anse e deveria ser empossado em 9 de janeiro.
Na tarde de 5 de janeiro de 2017, Guy Philippe foi preso sob essas acusações ao sair de um popular programa de rádio. Ele foi extraditado para os Estados Unidos no mesmo dia. Sua prisão gerou polêmica, já que o senador recém-eleito ainda não havia recebido a imunidade para acusações legais ou prisão prevista na lei haitiana para proteger os legisladores em exercício, também havia dúvidas sobre a legalidade da extradição.
Em 21 de junho de 2017, Philippe foi condenado a nove anos de prisão nos Estados Unidos  por aceitar subornos de traficantes de drogas.